# Stanisław Wronowski

Herb Topór - herb rodziny Wronowskich

Stanisław Wronowski, wł. Stanisław Wronowski-Starża, herbu Topór (ur. 1733, zm. 3 grudnia 1839 we Lwowie), prawnik, mecenas sztuki, kolekcjoner.
Radca c.k. Trybunału I Instancji we Lwowie, członek Stanów Galicyjskich. Zgromadził obszerne zbiory książek, rzeźb i obrazów, w tym liczący ponad 30 tys. tomów księgozbiór, którego część w 1838 przekazał Ossolineum. W 1791 zakupił wzgórze (zwane później Górą Wronowską), po jego śmierci przejęte przez Austriaków pod budowę cytadeli lwowskiej. W latach 1804–1807 w jego pałacyku organizowane były przedstawienia teatralne; ich popularność odbierała widzów teatrowi niemieckiemu, na skutek czego ostatecznie zostały zakazane przez władze austriackie.